# Leichter Minenwerfer System Lanz 9,15 cm
Der Minenwerfer Lanz 91 war ein einfacher Mörser, der in den vordersten Gräben genutzt werden konnte.  Er hatte nur eine grobe Visierung und eine relativ geringe Reichweite. Durch sein geringes Gewicht brauchte er aber auch keine Fahrlafette. Er wurde vor allem bei der Österreichischen Armee eingesetzt als Ersatz für den 9-cm-Minenwerfer M.14.